# Dodge EPIC
Pour les articles homonymes, voir EPIC.
La Dodge EPIC était un concept de voiture électrique créé par Dodge. L'EPIC a été présenté pour la première fois au Salon international de l'automobile d'Amérique du Nord en 1992. EPIC signifie Electric Power Interurban Commuter.

## Moteur et conception
Le groupe motopropulseur de l'EPIC comprend des batteries au nickel-fer qui peuvent donner jusqu'à 193 km (120 miles) sur une seule charge. Le design était à l'époque plus futuriste. Contrairement à tout autre monospace, l'EPIC avait une carrosserie moderne de forme ovale, ce style a été une inspiration pour la conception de la troisième génération des monospaces Chrysler.
Ce véhicule a été vu dans la série télévisée Viper de 1994 sur NBC.

## Réintroduction
La Chrysler Corporation avait initialement prévu de réintroduire le monospace électrique et a introduit des concepts tels que les Chrysler EV et Chrysler ecoVoyager. Le monospace avait des spécifications similaires à celles de l'EPIC. Chrysler a mis fin à son plan en 2011 et a vendu la marque Global Electric Motorcars au fabricant de quads et de motoneiges Polaris peu de temps après.